# S-60 Staliniec
S-60, Staliniec-60 (ros. Сталинец-60) – radziecki ciągnik gąsienicowy produkowany w Czelabińskiej Fabryce Traktorów. Pierwszy radziecki wielkoseryjny ciągnik gąsienicowy.

## Historia
Ciągnik Staliniec-60, w skrócie S-60, był kopią amerykańskiego traktora gąsienicowego Caterpillar Sixty. Konstrukcja Caterpillar zwyciężyła w 1929 roku z amerykańskim ciągnikiem Cletrac i radzieckim Kommunar w konkursie decydującym o wyborze masowo produkowanego ciągnika dla radzieckiego rolnictwa. Jeszcze w tym samym roku metodą odwrotnej inżynierii skopiowano ciągnik Caterpillar, wprowadzając przy tym drobne ulepszenia i dostosowując konstrukcję do systemu metrycznego i radzieckich możliwości technologicznych. Jednocześnie 10 sierpnia 1930 rozpoczęto budowę wielkiego kombinatu w Czelabińsku. Różnice wizualne z amerykańskim pierwowzorem były niewielkie: beczkowy zbiornik paliwa montowano tylko po lewej stronie i stosowano ewentualnie tylko krótki dach w formie baldachimu (Caterpillar mógł mieć zbiornik po lewej lub prawej stronie i baldachim nad całym ciągnikiem). Zachowano nawet charakterystyczne dwa żebra w formie litery „X” chroniące z przodu chłodnicę, a po bokach osłony chłodnicy, w miejsce pionowego napisu wypukłymi literami SIXTY, umieszczono taki napis cyrylicą СТАЛИНЕЦ (Staliniec). Tylko Staliniec miał nad zbiornikiem paliwa mniejszy 16-litrowy zbiornik paliwa silnika rozruchowego. 
Prototypowy skopiowany ciągnik ukończono w nowo uruchomionym zakładzie doświadczalnym w Czelabińsku 15 lutego 1931 roku, po czym przez dwa lata zbudowano 525 przedseryjnych, budowanych jednostkowo ciągników. Produkcja seryjna w nowym zakładzie ruszyła 1 czerwca 1933 roku. Ciągnik nazwano Staliniec (stąd też skrót S), gdyż zakłady nosiły imię Stalina. Jego produkcja trwała przez cały okres drugiej pięciolatki (1933–1937), której jednym z głównych założeń miało być zmechanizowanie rolnictwa. Ciągnik był produkowany także na potrzeby Armii Czerwonej, której posłużył jako ciągnik artyleryjski w pierwszych latach II wojny światowej – okazał się w tej roli bardzo dobry ze względu na trwałą konstrukcję i potężny silnik. W wyniku ataku Niemiec na ZSRR w czerwcu 1941 duża liczba tych ciągników została przejęta i wykorzystana przez Wehrmacht. W marcu 1937 zakończono produkcję S-60, którego w czerwcu zastąpił na liniach fabryki w Czelabińsku model S-65 dysponujący silnikiem wysokoprężnym. Wyprodukowano łącznie 68 997 egzemplarzy S-60.

## Opis techniczny
Napęd stanowił czterocylindrowy silnik pracujący na ligroinie (ciężkiej benzynie). Silnik rozwijał moc, według różnych źródeł: 60 KM lub 69 KM, a maksymalnie 72 KM. Silnik uruchamiany był przy pomocy silnika startowego. Silnik miał wspólny odlewany żeliwny blok z silnikiem startowym i pompą paliwa. Skrzynia biegów miała trzy biegi do przodu i jeden do tyłu. Skręty były wykonywane za pomocą sprzęgieł poślizgowych.
Zawieszenie składało się po każdej stronie z ramy, na której były zawieszone kółka jezdne, koła napędowe z tyłu, koła napinające z przodu i dwa koła podtrzymujące. Ramy zawieszone były z tyłu na osi kół napędowych, a z przodu były resorowane na wahaczu. Gąsienice miały szerokość 500 mm. Ciągnik rozwijał prędkość od 3,5 do 8,4 km/h.
Na osłonie chłodnicy ciągnik miał z przodu u góry wypukły napis firmowy: ЧТЗ (CzTZ), a po bokach obudowy chłodnicy były pionowe napisy cyrylicą СТАЛИНЕЦ (Staliniec).